# Herminia Velich
Herminia Velich (La Plata, Argentina; 12 de marzo de 1908 - Mar del Plata, Argentina; 5 de enero de 1956) fue una notoria cancionista y actriz argentina de cine, radio y teatro.

## Carrera
Cantante, pianista, compositora y actriz, pionera del radioteatro en la década del '20, integró desde chica una ilustre familia de artistas. Su padre fue el notable guitarrista y compositor Juan Miguel Velich (1884-1951),  su tío el músico Vicente Velich, sus hermanos Rodolfo, Rafael, Emilio y Olga, y su madre Adelina Guaglianone de Velich.
En radio trabajo durante largo tiempo en Radio Prieto y Radio Argentina. Por el micrófono de LR1 se desempeñó en su doble aspecto de actriz y cancionista. En 1933, por Radio Prieto, junto a las hermanas Raquel Notar y María Luisa Notar, representaron el radioteatro Luces de bengala. Con su compañía hizo los radioteatros El hada del Circo, El traspunte ... ¡Chino lindo!  y La hija de la sombra, última  novela de Luis Pozzo Ardizzi. Ya en los años3O/40 tuvo una importante incursión por LR3 Radio Belgrano.
Aunque actuó en muchos teatros, su fuerte era el radioteatro para el cual contó con compañía propia, haciéndolo en la de su padre, en las de Héctor Pedro Blomberg, Andrés González Pulido, Arsenio Mármol, José Casais, y otras, por todas las radios de Buenos Aires, salas de barrios y del interior.
En cine hizo su primera aparición con la película de 1937, Melgarejo, dirigida por Luis José Moglia Barth, luego hizo Canto de amor en 1940, junto a Nelly Omar y Carlos Viván; y se despidió con Academia "El Tango Argentino" al lado de Elvita Solán y Osvaldo Moreno (1942), ambas bajo la dirección de Julio Irigoyen.
En su rol de cancionista debutó en 1925 por los micrófonos de Radio Cultura, siendo una de las primeras en salir al aire en nuestro país, acompañada en el piano por el que sería luego su esposo, Oscar F. Rossano. Por esa misma onda también hizo de locutora mucho tiempo. 
También fue secundada por guitarras, piano o conjuntos orquestales, entre ellos el de Ernesto de la Cruz. Dejó su voz grabada en discos Victor, y en Odeon Nacional cantó los estribillos de la jazz de Adolfo Avilés en 1927 y luego fue vocalista de la orquesta de Rafael Rossi.
Junto a su padre y a Manuel Meaños, compuso dos tangos grabados por Carlos Gardel:Cualquier cosa y Por qué soy reo, que el "Morocho del Abasto", llevó al surco el 20 de octubre de 1928 y 13 de noviembre de 1929, respectivamente
Estuvo casada con el pianista Oscar Rossano. Velich murió con tan solo 47 años de edad en 1956 en Mar del Plata, provincia de Buenos Aires.

## Filmografía
- 1937: Melgarejo.
- 1940: Canto de amor.
- 1941: La mujer del zapatero.
- 1942: Gran pensión La Alegría
- 1942: Academia "El Tango Argentino"